# Portrait (The Cats)
Portrait is een muziekalbum van The Cats uit 1970. Het is het eerste verzamelalbum van de band. Veel van de teksten zijn eigen werk van vrijwel alle Cats-leden, namelijk van Cees Veerman, Piet Veerman, Arnold Mühren en Jaap Schilder.
De elpee stond 16 weken in de albumlijst, met nummer 4 als hoogste positie, en behaalde de goudstatus.

## Nummers
| Nummer | Naam                            | Geschreven door               | Duur | Opmerkingen |
| ------ | ------------------------------- | ----------------------------- | ---- | ----------- |
| A1     | Marian                          | Arnold Mühren                 | 4:00 |             |
| A2     | Without your love               | Cees Veerman en Mel Andy      | 2:45 |             |
| A3     | Lea                             | Arnold Mühren                 | 3:45 |             |
| A4     | I gotta know what's going on    | Cees Veerman                  | 2:32 |             |
| A5     | Scarlet ribbons                 | Evelyn Danzig en Jack Segal   | 3:21 |             |
| A6     | I've always tried to understand | Arnold Mühren                 | 2:54 |             |
| B1     | Lies                            | Lewis & Clarke                | 2:54 |             |
| B2     | Why                             | Arnold Mühren                 | 4:04 |             |
| B3     | Mandy my dear                   | Jaap Schilder                 | 3:23 |             |
| B4     | Times were when                 | Neil Grimshaw                 | 3:12 |             |
| B5     | Somewhere up there              | Piet Veerman                  | 4:14 |             |
| B6     | Sure he's a cat                 | Roger Greenaway en Roger Cook | 2:24 |             |